# Inlandsinnovation
Inlandsinnovation AB är ett svenskt statligt riskkapitalföretag, som sorterar under Näringsdepartementet.
Inlandsinnovations uppgift är att främja företagande och utveckling i norra Sveriges inland genom direkta investeringar i företag samt indirekta investeringar genom regionala riskkapitalbolag och så kallade tillväxtkassor. Det förvaltar omkring 40 företag i olika branscher. Från januari 2017 lades Fouriertransform och Inlandsinnovation som dotterbolag till det 2016 bildade, av staten helägda, bolaget för riskkapitalinvesteringar Saminvest AB
Den geografiska avgränsningen omfattade från början delar av Norrbottens, Västerbottens, Jämtlands, Västernorrlands, Gävleborgs, Dalarnas och Värmlands län. Det utvidgades senare till hela Norrbottens, Västerbottens, Jämtlands, Västernorrlands, Gävleborgs, Dalarnas och Värmlands län, det vill säga hela Norrland och delar av Bergslagen.
Inlandsinnovation har en investeringsram på 2 miljarder kronor.
Bolaget kommer Inlandsinnovation under de kommande åren att avyttra sitt innehav.